# The Omni Homestead Resort
El Omni Homestead Resort es un resort de lujo en Hot Springs, Virginia, Estados Unidos, en medio de las Montañas Allegheny. El área tiene las aguas termales más grandes de la comunidad, y el complejo también es conocido por sus campos de golf de campeonato, que han sido sede de varios torneos nacionales. El complejo también incluye una estación de esquí alpino; fundada en 1959, es la más antigua de Virginia. El complejo ha sido designado Monumento Histórico Nacional; tiene una historia que se extiende por más de dos siglos y medio. Es miembro de Historic Hotels of America, el programa oficial del National Trust for Historic Preservation.

## Historia

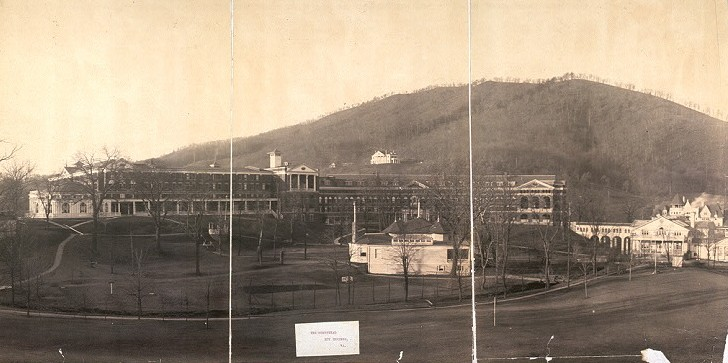
La hacienda en 1903

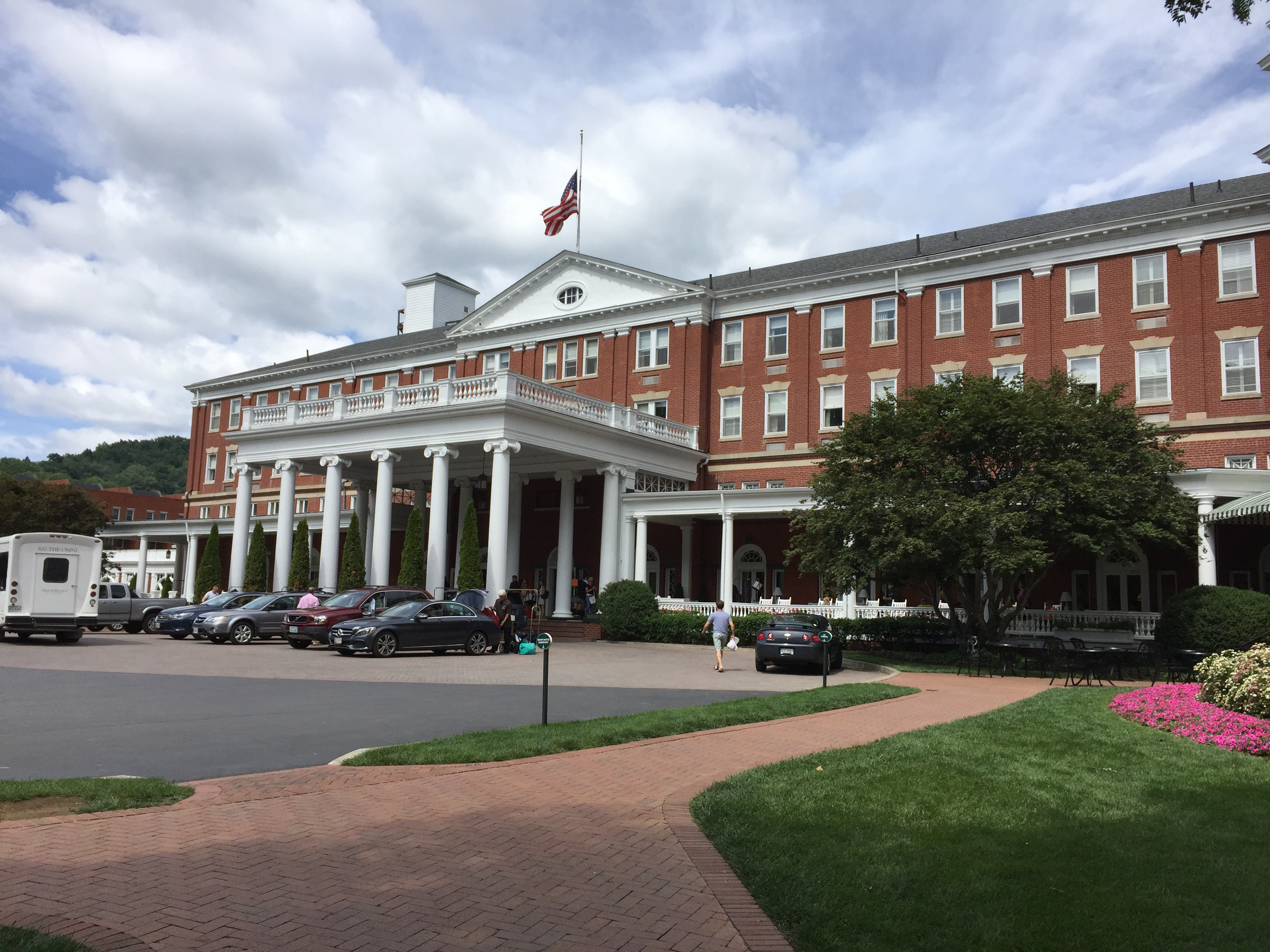
Ala antigua del resort en 2016

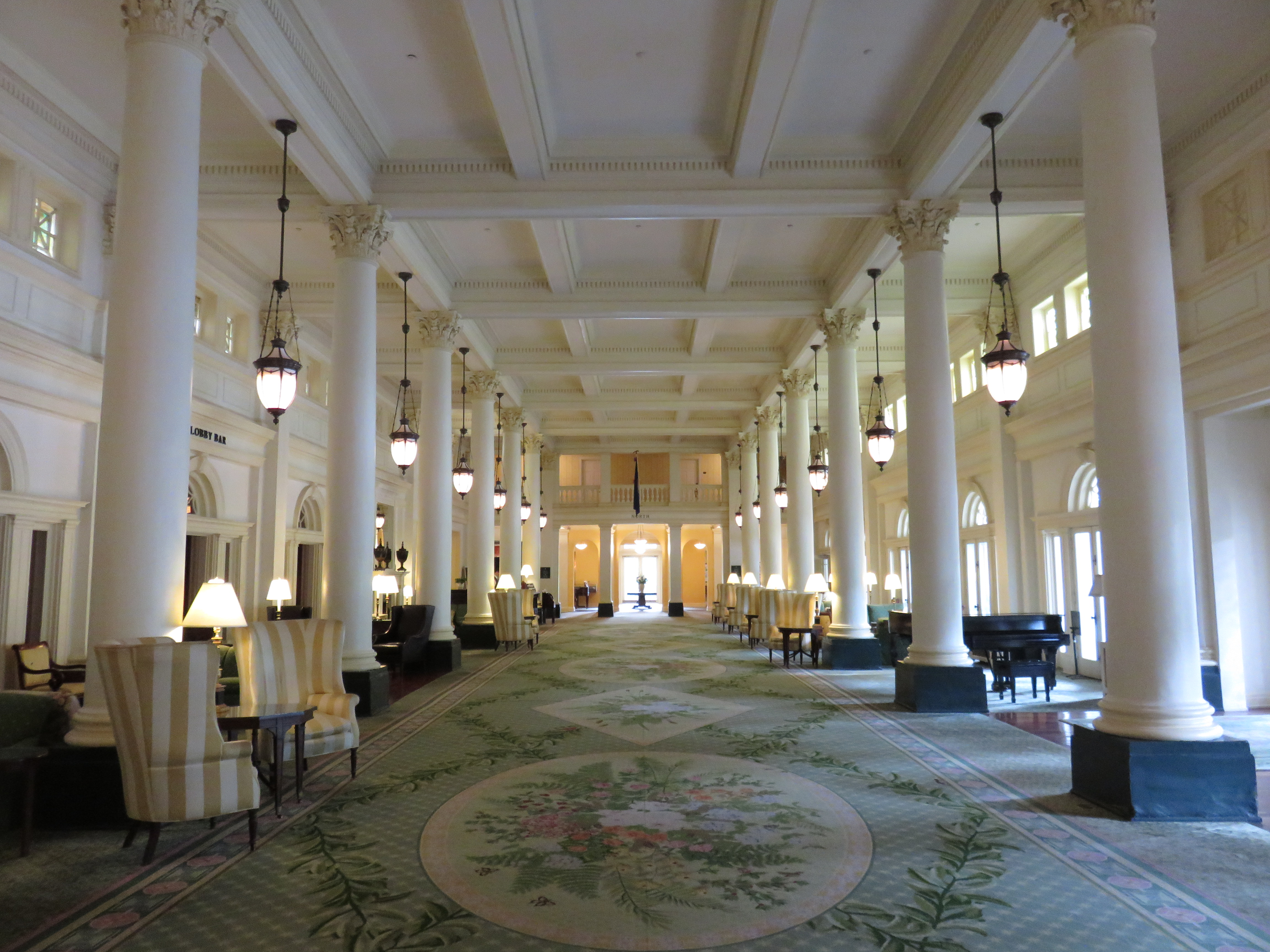
Vestíbulo del resort en 2016

En 1766, Thomas Bullitt construyó una casa de campo en el sitio, que se considera la fundación de The Homestead. En 1832, el Dr. Thomas Goode compró el terreno a la familia Bullitt y amplió las terapias médicas, estableciendo un estilo europeo de tratamiento de spa e hidroterapia. Desde entonces, ha hospedado a vacacionistas, incluidos veintitrés presidentes estadounidenses. 
El complejo moderno data de 1888 – 1892, cuando un grupo de inversores encabezado por JP Morgan compró el negocio y comenzó a reconstruirlo desde cero. Los edificios originales se quemaron en 1901 a causa de un incendio en la panadería. El hotel principal de Homestead se construyó después, un ala por año, y el vestíbulo principal se reconstruyó en 1902.
Muchos presidentes estadounidenses y personas influyentes fueron huéspedes. William Howard Taft pasó julio y agosto de 1908 en Homestead, trabajando y relajándose antes del impulso final de la campaña, al igual que el presidente saliente Theodore Roosevelt, durante un breve período de tiempo. Otros invitados notables incluyeron al dibujante Carl E. Schultze de Foxy Grandpa.
Desde diciembre de 1941 hasta junio de 1942, luego de la entrada de Estados Unidos en la Segunda Guerra Mundial, sirvió como un campo de internamiento de alto nivel para 785 diplomáticos japoneses y sus familias hasta que pudieran intercambiarse a través de canales neutrales por sus contrapartes estadounidenses. Posteriormente, los diplomáticos fueron trasladados al hotel Greenbrier en Virginia Occidental.
En 1943, durante la Segunda Guerra Mundial, fue sede de una conferencia muy importante de las Naciones Unidas en la que se implementó la fundación de la Organización para la Agricultura y la Alimentación.
En 1993, fue comprado por Club Resorts, la misma empresa propietaria de Pinehurst Resort en Carolina del Norte. En 2006, Club Resorts y su empresa matriz ClubCorp, Inc. fueron adquiridas por un grupo de capital privado liderado por KSL Capital Partners KSL Resorts asumió la administración de The Homestead en ese momento. KSL vendió el resort a Omni Hotels en 2013 y pasó a llamarse The Omni Homestead Resort.
Fue designado Monumento Histórico Nacional en 1991. Asociados con The Homestead están Homestead Dairy Barns, incluidos en el Registro Nacional de Lugares Históricos en 2007. 

## Golf

Logotipo del curso de Cascadas

The Homestead cuenta con dos campos de golf. El club a veces se conoce como Virginia Hot Springs Golf & Tennis Club. El área produjo un ganador de 82 veces en el PGA Tour en el difunto Sam Snead.
El Old Course comenzó como un diseño de seis hoyos en 1892, y el primer tee es el más antiguo en uso continuo en los Estados Unidos.  Se amplió a 18 hoyos en 1901 y Donald Ross lo rediseñó en 1913. El campo ha sido modificado en varias ocasiones desde entonces, y el campo actual tiene seis pares 5 y seis pares 3.
El campo Cascades es el más famoso de los dos y suele estar clasificado entre los 100 mejores campos de EE. UU. tanto por Golf Digest como por GOLF Magazine. The Cascades es el campo que se utiliza para albergar torneos nacionales, incluidos siete campeonatos de la Asociación de Golf de los Estados Unidos. Fue diseñado por William S. Flynn (quien también fue arquitecto principal de Shinnecock Hills ) y se inauguró en 1923. 
Anteriormente había un tercer campo, el Lower Cascades, que fue diseñado por Robert Trent Jones Sr. en 1963. Albergó rondas de clasificación para el torneo amateur de EE. UU. Fue cerrado después de la temporada 2012. 
El famoso campeón del PGA Tour, Sam Snead, vivió en o cerca de Hot Springs toda su vida y se desempeñó durante décadas como profesional de golf de Homestead.El Omni Homestead Resort

### Torneos
- 1928 US Women's Amateur, ganado por Glenna Collett
- Campeonato Nacional Intercolegial de 1932, ganado por Yale (equipo) y Johnny Fischer (individual)
- 1966 Copa Curtis, ganada por Estados Unidos sobre Gran Bretaña e Irlanda 13-5
- 1967 US Women's Open, ganado por Catherine Lacoste
- 1980 US Senior Amateur, ganado por William C. Campbell
- 1988 US Amateur, ganado por Eric Meeks
- 1994 US Women's Amateur, ganado por Wendy Ward
- 1995 Campeonato Merrill Lynch Shoot-Out (Tour PGA Senior)
- 1996 Campeonato Merrill Lynch Shoot-Out (Tour PGA Senior)
- 2000 US Mid-Amateur, ganado por Greg Puga
- Campeonato masculino de la División I de la NCAA de 2004, ganado por California (equipo) y Ryan Moore (UNLV) (individual)
- Campeonato amateur femenino sénior de la USGA 2009

## Recreación
El complejo cuenta con una gran área de spa (60,000 pies cuadrados). También hay una serie de opciones gastronómicas formales e informales disponibles en las instalaciones.

## Estación de esquí
El área de esquí en The Homestead se inauguró en 1959; es la estación de esquí más antigua de Virginia.
La pendiente principal y única orientada al noroeste del complejo cuenta con tres ascensores, incluido un telesilla doble que accede al terreno intermedio y avanzado en la cima de la colina, y dos ascensores de superficie que sirven al terreno para principiantes en la parte inferior y en la colina de tubing. El telesilla dispone de una estación de bajada en media montaña que accede a terrenos intermedios. El complejo ofrece una variedad de otras actividades de invierno, incluido el snow tubing.

### Estadísticas:

#### Elevación
- Elevación de la cumbre: 3200 pies (975,4 m)
- Elevación base: 2500 pies (762 m)
- Elevación vertical: 700 pies (213,4 m)

#### Terreno
- Área esquiable: 40 acres (0,2 km²)
- Carreras: 10 en total
  - 35% principiante
  - 55% intermedio
  - 10% avanzado
- Carrera más larga: 4200 pies (1280,2 m)
- Nevadas anuales: 50 pulgadas (1,3 m)

#### Capacidad del complejo
- Sistema de ascensores: 3 ascensores en total
  - 1 telesilla doble
  - 1 remolque de cuerda
  - 1 transportador
- Capacidad de remonte en subida: 1.143 esquiadores/hora
- Fabricación de nieve: 100% de los senderos

## pista de patinaje sobre hielo
El complejo originalmente presentaba una pista de patinaje de tamaño olímpico que cerró cuando el Zamboni quedó inutilizable. En 2008, Homestead construyó una nueva pista de patinaje sobre hielo de 30 X 20 pies a tiempo para la temporada de invierno 2008-2009. En 2013, la pista de hielo se trasladó a Allegheny Springs, junto a la piscina al aire libre.

## tiroteo en marzo de 2009
El 21 de marzo de 2009, dos empleados del resort fueron asesinados a tiros en la cocina del hotel; la comunidad de Hot Springs fue cerrada brevemente bajo procedimientos de código rojo como medida de seguridad. Las autoridades identificaron a su compañero de trabajo Beacher Ferrel Hackney como sospechoso de los asesinatos. Los asesinatos fueron los primeros homicidios en el condado de Bath desde 1983. El 2 de septiembre de 2012, los restos, la ropa, algunas posesiones personales y una pistola de Hackney se encontraron cerca del campo de golf Lower Cascades de Homestead. La causa de la muerte no ha sido determinada.